# Activia

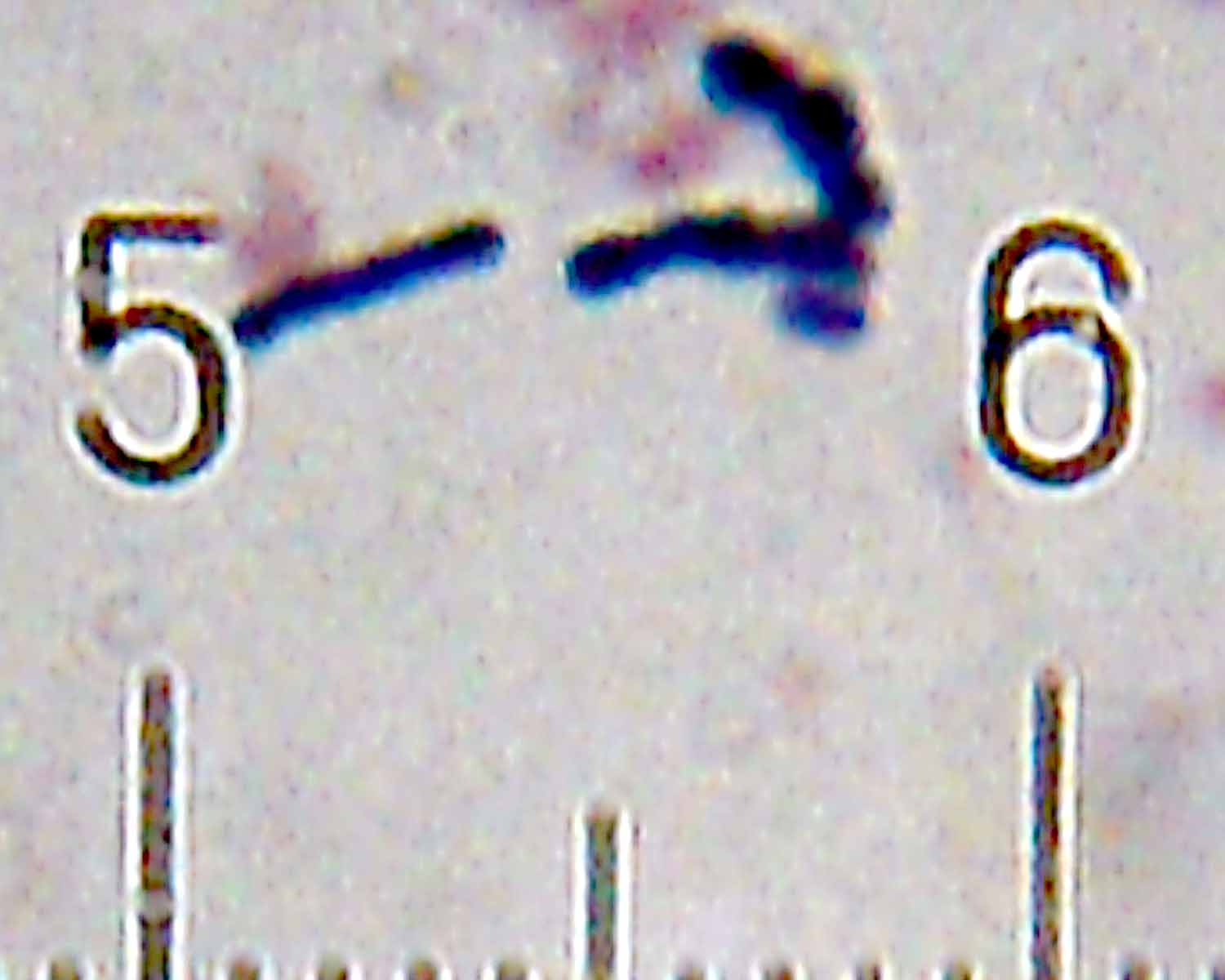
Bifidobacterium dans un yaourt Activia

Activia est une marque commerciale appartenant à la Compagnie Gervais Danone pour ses transformations laitières incorporant du bifidus.
Lancée en 1987 en France et en Belgique sous la marque « Bio », le groupe est contraint de remplacer celle-ci à la suite d'une directive européenne.
La marque est commercialisée dans plus de 70 pays et est présente dans les cinq continents.
Le lait fermenté Activia associe les ferments du yaourt Lactobacillus delbrueckii subsp. bulgaricus et Streptococcus thermophilus et ceux de Bifidobacterium animalis ssp. lactis DN173010 . Cette dernière souche de bifidobactérie est nommée par Danone de différents noms : Bifidus Actif régularis en France , BL Regularis au Canada, États-Unis, Mexique, Bifidus Digestivum au Royaume-Uni etc.

## Historique

### Lancement de la marque Bio
Dans les années 1980, les chercheurs du groupe Danone s'intéressent aux bifidus. En plus du microbiotes traditionnellement présent dans le yaourt, ils décident d'incorporer un probiotique : le bifidus Actirégularis. Selon l'Organisation mondiale de la santé, il s'agit d'un micro-organisme qui, ingéré en quantité suffisante, exerce également une action positive sur celui qui le consomme,,.
La marque « Bio » est lancée en 1987 en France et en Belgique.

### Des marques Bio à Activia
En 1991, une directive européenne réglemente l'utilisation commerciale du terme « biologique » et interdit toute référence à l'agriculture biologique pour les entreprises dont les fabrications n'incorporent pas de produits agricoles certifiés AB. « Bio » de Danone doit donc changer de nom.
La marque « Activia » est lancée en 2002 en Russie, au Japon, en Belgique, et dans 25 pays.
Trois ans plus tard, les laits fermentés « Bio » deviennent « Activia », en France et en Espagne.

## Provenance et type de production des laits transformés
Danone achète les laits crus réfrigérés aux agriculteurs. La relation producteur/transformateur s'inscrit dans une agriculture contractuelle. Le groupe collecte les laits au sein des fermes tous les trois jours.

## Transformation
Les produits Activia sont fabriqués à l'usine de Bailleul (Nord), Ferrières-en-Bray (Seine-Maritime), Saint-Just-Chaleyssin (Isère), Villecomtal-sur-Arros (Gers) et Rotselaar en Belgique.
Chaque année, l'usine de Bailleul transforme 216 300 tonnes de lait cru en produits du groupe Danone dont une partie se retrouvera sous la marque « Activia ». Selon le journal L'Indicateur, « L'usine fait vivre 741 fermes dans un rayon de 50 km ».
Après réception des laits crus réfrigérés, ceux-ci sont analysés, stockés, écrémés et pasteurisés. Sucre, arômes, ferments lactiques et autres ingrédients[Lesquels ?] sont incorporés. Le lait standardisé arrive ensuite dans les lignes de transformation. Il est conditionné, mis sur palettes, puis placé dans des étuves pendant 4 à 6 heures. La fermentation opère. Enfin, pour arrêter le processus, les pots passent dans des tunnels de refroidissement, avant d'être livrés en grandes surfaces.
Au total, une semaine est nécessaire pour fabriquer un lait fermenté de marque Activia.

## Produits
Depuis sa création en 1987, plusieurs gammes d'Activia ont été déclinées.
La gamme Activia 0 % de matières grasses est lancée en 2008.
Fin 2010, Activia se décline en briques d'un litre. La formulation est alors retravaillée pour obtenir un produit plus liquide et se situe à mi-chemin entre du lait et un yaourt. L'Activia à verser est commercialisé en Grande-Bretagne. Là, le produit est vendu en bouteilles et existe en versions nature, vanille et fraise. Le produit est commercialisé en France début 2011. La marque souhaite ainsi se positionner sur le marché du petit déjeuner.
La gamme « Activia Fruits Mixés » fait son apparition dans les linéaires courant 2011.
Un an plus tard, la marque se lance dans le marché des desserts avec une nouvelle gamme. « Activia Le Dessert » se différencie de ses concurrents par un apport plus faible en matières grasses.